# Faraday–Lenz-törvény
Elektromágneses indukció elektromágneses kölcsönhatás, amely során egy vezetőben villamos feszültség keletkezik. Egy  rögzített  vezető  hurokban  vagy  tekercsben  feszültség indukálódik, ha a vezető hurok környezetében változik a mágneses erőtér. Egy zárt hurok esetében az így indukálódott feszültség hatására olyan irányú áram folyik, mely akadályozni igyekszik az őt létrehozó indukáló folyamatot. A kettőt együtt a Faraday–Lenz-törvény határozza meg.

## Az indukált feszültség
Az elektromágneses indukció elektromágneses kölcsönhatás, amely során egy vezetőben villamos feszültség keletkezik. Egy  rögzített  vezető  hurokban  vagy  tekercsben  feszültség indukálódik, ha a vezető hurok környezetében változik a mágneses erőtér. 
Ahhoz,  hogy  egy  áramkörben  tartósan  áram  folyjon,  ott  elektromotoros erőnek  kell 
jelen  lenni.  Ebből  következően az  áramkörben  elsődlegesen  egy  indukált elektromotoros erő jön létre.  Emiatt célszerűbb az indukált elektromotoros erőre vonatkozó összefüggést  keresni.

## A Faraday-féle indukciós törvény
{\displaystyle U=-N{\frac {d\Phi }{dt}}}
Ahol U = az indukált feszültség
N = a hurok (tekercs) menetszáma
dΦ/dt = a mágneses tér fluxusának változási sebessége

## Lenz-törvénye
Ha a vezető  hurokban  vagy  tekercsben  feszültség indukálódott, és ha a hurok kapcsai zártak (valamilyen nagyságú ellenálláson keresztül), akkor a hurokban áram folyik. A törvény azt mondja ki, hogy az indukált áram iránya mindig olyan, hogy a zárt vezetőben az általa létrehozott áram körül keletkező mágneses terével akadályozni igyekszik az őt létrehozó indukáló folyamatot.

## Külső hivatkozás
- Letölthető interaktív Flash szimuláció a Faraday-féle indukciós törvény szemléltetésére: a PhET-től, magyarul.